# Simingshan (köpinghuvudort i Kina, Zhejiang Sheng, lat 29,74, long 121,11)
Simingshan (kinesiska: 四明山镇, 四明山) är en köpinghuvudort i Kina. Den ligger i provinsen Zhejiang, i den östra delen av landet, omkring 110 kilometer sydost om provinshuvudstaden Hangzhou. Antalet invånare är 7 645. Befolkningen består av 3 739 kvinnor och 3 906 män. Barn under 15 år utgör 10,0 %, vuxna 15-64 år 75 %, och äldre över 65 år 14,0 %.
Runt Simingshan är det tätbefolkat, med 411 invånare per kvadratkilometer. Närmaste större samhälle är Liangnong, 19,9 km norr om Simingshan. I omgivningarna runt Simingshan växer i huvudsak blandskog.
Genomsnittlig årsnederbörd är 1 996 millimeter. Den regnigaste månaden är juni, med i genomsnitt 338 mm nederbörd, och den torraste är januari, med 70 mm nederbörd.